# People's Choice Awards 1979
La 5ª edizione dei People's Choice Awards, presentata da Dick Van Dyke, si è svolta il 7 marzo 1979 ed è stata trasmessa dalla CBS.
In seguito sono elencate le categorie. Il relativo vincitore è stato indicato in grassetto.

## Cinema

### Film preferito
- Grease - Brillantina (Grease), regia di Randal Kleiser

### Film non musicale preferito
- Animal House (National Lampoon's Animal House), regia di John Landis
- Il bandito e la "Madama" (Smokey and the Bandit), regia di Hal Needham
- Il paradiso può attendere (Heaven Can Wait), regia di Warren Beatty e Buck Henry

### Film musicale preferito
- Grease - Brillantina (Grease), regia di Randal Kleiser
- La febbre del sabato sera (Saturday Night Fever), regia di John Badham
- The Wiz, regia di Sidney Lumet

### Attore cinematografico preferito
- Burt Reynolds
- Richard Dreyfuss
- John Travolta

### Attrice cinematografica preferita
- Olivia Newton-John
- Sally Field
- Jane Fonda

### Attore cinematografico non protagonista preferito
- Jerry Reed – Il bandito e la "Madama" (Smokey and the Bandit)
- John Belushi – Animal House (National Lampoon's Animal House)
- Dom DeLuise – La fine... della fine (The End)

### Attrice cinematografica non protagonista preferita
- Stockard Channing
- Dyan Cannon
- Quinn Cummings
- Meryl Streep

## Televisione

### Serie televisiva drammatica preferita
- La casa nella prateria (Little House on the Prairie)
- In casa Lawrence (Family)
- Quincy (Quincy, M.E.)

### Serie televisiva commedia preferita
- M*A*S*H
- Mork & Mindy

### Nuova serie televisiva drammatica preferita
- Galactica (Battlestar Galactica)
- Dallas
- Vega$

### Nuova serie televisiva commedia preferita
- Mork & Mindy
- Il mio amico Arnold (Diff'rent Strokes)
- Taxi

### Nuovo programma televisivo preferito
- Mork & Mindy

### Programma di varietà preferito
- Donny & Marie
- Hee Haw
- Saturday Night Live

### Attore televisivo preferito
- Alan Alda – M*A*S*H
- James Garner – Agenzia Rockford (The Rockford Files)
- Robin Williams – Mork & Mindy

### Attrice televisiva preferita
- Carol Burnett (ex aequo)
- Mary Tyler Moore (ex aequo)

### Attore preferito in una nuova serie televisiva
- Robin Williams – Mork & Mindy
- Ron Leibman – Kazinsky (Kaz)
- Robert Urich – Vega$

### Attrice preferita in una nuova serie televisiva
- Pam Dawber – Mork & Mindy
- Victoria Principal – Dallas
- Mary Tyler Moore – Mary

## Musica

### Artista maschile preferito
- Andy Gibb (ex aequo)
- Billy Joel (ex aequo)

### Artista femminile preferita
- Olivia Newton-John
- Linda Ronstadt
- Donna Summer

### Canzone preferita
- Double Vision (Foreigner), musica e testo di Lou Gramm e Mick Jones
- Hot Child in the City (Nick Gilder), musica e testo di Nick Gilder e James McCulloch
- Three Times a Lady (Commodores), musica e testo di Lionel Richie

## Altri premi

### Intrattenitore preferito
- Burt Reynolds
- Bob Hope
- Steve Martin

### Intrattenitrice preferita
- Carol Burnett
- Mary Tyler Moore
- Barbra Streisand